# Scott Kildall
Scott Kildall (1969) es un artista conceptual estadounidense que trabaja con nuevas tecnologías en una variedad medios que incluyen videoarte, estampa, escultura y performance. Kildall trabaja ampliamente con mundos virtuales, network art y tecnologías especulativas. Su trabajo habitualmente está basado en el cambio de propósito de la tecnología (repurposing) y el reempaquetamiento de la información de lo público al arte. A menudo invita a otros para participar en su propio trabajo.

## Primeros años y educación
Scott Kildall es el hijo del innovador en computación Gary Kildall. Tiene un título no reconocido en Filosofía Política por la Universidad Brown en 1991 y recibió un Máster en Bellas Artes por el Instituto de Arte de Chicago en el departamento de Estudios en Arte y Tecnología en 2006.

## Carrera
De 2006 a 2008, Kildall produjo Video Portraits (Retratos en video), una pieza audiovisual donde invita a personas desconocidas a que posen para una fotografía pero en cambio graba un video. El propósito de esta obra era grabar el acto de construcción de la pose para una memoria en video. En 2006, Kildall produjo Future Memories (Memorias futuras), un video en un solo canal que utiliza momentos de películas icónicas de Hollywood. Los clips son en blanco y negro con una banda sonora ambiental, que se traduce en una sensación de familiaridad desplazada mientras el espectador registra los clips a un nivel subconsciente. En 2007, los trabajos en video de Kildall fueron mostrados en su primera exposición individual, Imaginary Souvenirs (Recuerdos imaginarios), en la galería Mission 17 en San Francisco.
El impacto socio histórico de los medios de comunicación juegan una función importante en algunas de sus creaciones. Por ejemplo, en su pieza de 2007, Uncertain Location, recrea el alunizaje del Apolo 11 en respuesta a un anuncio de la NASA el cual señalaba que eran incapaces de encontrar las cintas originales del acontecimiento.
En 2008, fue parte de la exposición Mixed Realities (Realidades mezcladas) en Boston en la galería Huret & Spector, curada por Jo-Anne Green de Turbulence.org. En el mismo año exhibió Hand Work, un video performance basado en una película de Andy Warhol en El Museo Textil de Canadá.
Kildall creó After Thought en 2010, un kit de prueba de personalidad portátil que utiliza un auricular de ondas de lecturas cerebrales para probar los niveles de estrés y relajación con un video personalizado para cada participante. En 2010, Kildall también creó Playing Duchamp un ajedrez por computadora que juega como si fuera el artista francés Marcel Duchamp. Para lograr esto, Kildall grabó las partidas de Duchamp para mimetizar el estilo ajedrecístico del artista.

### Kildall ySecond life
Kildall ha producido obras de arte utilizando Second life. Es cofundador del grupo de arte performance Second Front.
Su obra Paradise Ahead (2006-2007), una serie de impresiones que recrean el clásico arte conceptual de Yoko Ono, Vito Acconci, Bas Jan Ader y otros.
En 2010, como parte de su proyecto No Matter con Victoria Scott, Kildall produjo Gift Horse, una réplica de 13 pies de alto del Caballo de Troya, el cual fue construido primero en Second life y luego trasladado a la realidad.

### Video activismo
En 1999, junto con varios otros, Kildall fundó Sleeping Giant Productions en San Francisco, una organización de video dedicada a la producción de documentales de justicia social, la cual ayudó a establecer la rama de video del Centro de Medios de Comunicación Independiente. Kildall produjo y editó un número de cortos documentales y una película llamada “En La Oscuridad.”

## Wikipedia Art

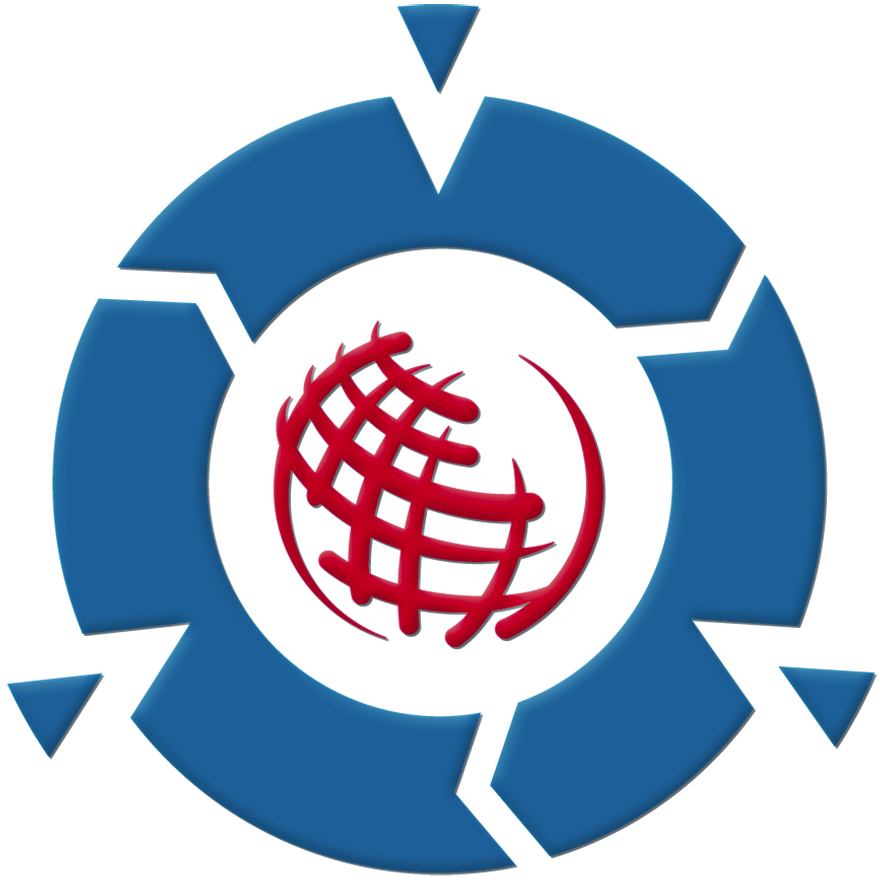
Logotipo de Wikipedia Art

En febrero de 2009, Kildall y Nathaniel Stern crearon Wikipedia Art, una pieza de arte colaborativo de performance en forma de artículo en Wikipedia. Ambos artistas sabían que si el artículo no contenía las citas y referencias que lo acreditaran, sería borrado, por lo que le pidieron a algunos especialistas en arte contemporáneo que crearan comentarios y artículos en diversos sitios que pudieran servir de referencias para el artículo. Los usuarios que evaluaron la página concluyeron que el proyecto violó las reglas de Wikipedia y optaron por eliminarlo tan sólo 15 horas después de haber sido publicado. Entre los argumentos que utilizaron los editores para borrar el artículo fueron que era un abuso de los artistas emplear Wikipedia como plataforma artística, y que Wikipedia no tenía como propósito hospedar proyectos de arte colaborativo.
Aunque la página fue borrada, uno de los propósitos del proyecto se había cumplido: “revelar, desde dentro de la propia Wikipedia, sus pautas de funcionamiento, los mecanismos de exclusión que subyacen en los presupuestos y patrones de producción de significado que la organizan, sus prejuicios y premisas, sus formas de autoridad y la manera en que se interpreta en ella la idea de consenso...”.
El artículo de Wikipedia Art contenía los elementos que cualquier artículo en Wikipedia: introducción, historia, citas y referencias, enlaces, notas, etc. Comenzaba de la siguiente manera: 

Wikipedia Art es una obra de arte conceptual compuesta en Wikipedia, y es, por tanto, arte editable por cualquiera [...] Como todas las entradas de la Wikipedia, cualquiera puede modificar esta página en la medida en que sus alteraciones cumplan con los estándares de calidad y verificabilidad de Wikipedia.

Al mismo tiempo de la creación del artículo, los artistas también subieron un dominio a internet con el mismo nombre. Un mes después del suceso, Kildall y Stern recibieron una carta de una firma de abogados que representaba a la Fundación Wikimedia, reclamando el nombre del dominio wikipediaart.org, el cual infringía el uso de la marca. La carta decía el siguiente mensaje:

En cualquier caso, a Wikimedia le gustaría resolver este asunto de manera amistosa y está dispuesta a considerar participar con usted en los cambios en el nombre de su sitio web y dominio si usted está dispuesto a transferir el dominio a nombre de Wikimedia. En consecuencia, por favor háganos saber por escrito antes del 6 de abril del 2009 si usted hará la transferencia de <wikipediaart.org> a Wikimedia y dejará de usar la marca comercial WIKIPEDIA.

La controversia fue cubierta por la prensa de Estados Unidos. Desde entonces Wikipedia Art ha sido incluida en el Pabellón de Internet de la Bienal de Venecia en 2009. También ha aparecido de forma revisada en el festival Transmediale Berlín en 2011.

## Tweets in Space
En 2012, Kildall y Stern colaboraron nuevamente en un proyecto llamado Tweets In Space, en el cual invitaron a usuarios a enviar tuits para ser transmitidos al planeta análogo a la Tierra, GJ 667Cc, cuyas condiciones, creen los científicos, lo hacen ser capaz de albergar vida. Tweets In Space tuvo lugar en septiembre de 2012 en el Simposio Internacional en Arte Electrónico en Alburquerque, Nuevo México. Los objetivos del proyecto fueron activar "una conversación potente sobre la comunicación y la vida que atraviesa más allá de nuestras fronteras o entendimiento." Kildall y Stern utilizaron un sistema de recaudación de dinero llamado RocketHub para tener los recursos necesarios y así poder acceder a un transmisor con la capacidad de alcanzar el planeta. Además, el código desarrollado está planeado para ser liberado en código abierto.